# 王金华
王金华（？—），安徽芜湖人，中华人民共和国教授，北方交通大学教授，曾任北方交通大学校长兼党委书记。

## 生平
早年在北京铁道学院学习，后留校历任教授。1994年，出任校长兼党委书记。此后担任北方创业股份有限公司董事，仍任交通大学机电学院材料研究所教授。